# Dodo Denney
Dodo "Nora" Denney, pseudonimo di Dolores Teachenor (Kansas City, 3 settembre 1927 – Crestline, 20 novembre 2005), è stata un'attrice statunitense.

## Biografia
Nata nel 1927, Dodo Denney è nota al pubblico per aver interpretato la parte della sig.ra Trevis nel film Willy Wonka e la fabbrica di cioccolato del 1971. 
È morta nella sua casa di Crestline in California a causa di un cancro a 78 anni.

## Vita privata
È stata sposata con Alan Denney dal quale ha avuto i figli Dix e John, fondatori del gruppo musicale The Weirdos.

## Filmografia parziale
- Una splendida canaglia (A Fine Madness), regia di Irvin Kershner (1966)
- Un uomo senza scampo (I Walk the Line), regia di John Frankenheimer (1970)
- Willy Wonka e la fabbrica di cioccolato (Willy Wonka & the chocolate factory), regia di Mel Stuart (1971)
- Splash - Una sirena a Manhattan (Splash), regia di Ron Howard (1984)
- Mr. & Mrs. Bridge, regia di James Ivory (1990)
- Truman, regia di Frank Pierson (1995)
- Cavalcando col diavolo (Ride with the Devil), regia di Ang Lee (1999)

## doppiatrici italiane
Nelle versioni in italiano dei suoi lavori, Dodo Denney è stata doppiata da:
- Flaminia Jandolo in Starsky e Hutch
- Anna Teresa Eugeni in Willy Wonka e la fabbrica di cioccolato (ridoppiaggio 1984)